# Johan Sundius
Johannes (Johan) Nikolaus Sundius, född 3 mars 1699 i Helsingborg, död 18 juni 1774 i Allerums socken, var en svensk präst.
Johan Sundius var son till kyrkoherden Johannes Magni Sundius. Han studerade vid Lunds katedralskola och inskrevs 1716 som student vid Lunds universitet. Sundius prästvigdes 1724 för tjänstgöring i Osby församling och kallades 1728 till kyrkoherde i Allerum och Fleninge, där han verkade till sin död. Under sin studietid syns Sundius ha kommit i kontakt med Andreas Rydelius, eller följde i alla fall i sin ungdom dennes religiösa inriktning med inflytande från Martin Luther, Johann Arndt och Christian Scriver. 1747 genomgick han ett religiöst genombrott av herrnhutisk prägel, närmast under inflytande av Nikolaus Ludwig von Zinzendorfs Berlinische Reden (1738). Ett fortsatt studium av herrnhutismens litteratur förde honom allt närmare denna fromhetsriktning. Hans hem blev ett centrum för den herrnhutiska propagandan.